# Ginevra di Scozia
Ginevra di Scozia è un dramma eroico per musica del compositore tedesco Johann Simon Mayr su libretto di Gaetano Rossi. Il libretto è tratto da un lavoro drammatico di Giovanni Pindemonte, rappresentato nel 1795 al Teatro San Giovanni Grisostomo di Venezia, a sua volta basato sull'Orlando furioso di Ludovico Ariosto.
Fu messa in scena la prima volta il 21 aprile 1801 per l'inaugurazione del Teatro Nuovo (ora Teatro Verdi) di Trieste. Alla prima rappresentazione tra i vari cantanti che esibirono spiccano i nomi del castrato Luigi Marchesi nella parte di Ariodante, il soprano Teresa Bertinotti Radicati in quella di Ginevra e il tenore Giacomo David nei panni di Polinesso.
Il dramma ebbe subito uno straordinario successo, che lo vide rappresentato in numerosi palcoscenici europei per almeno un trentennio. L'opera fu ripresa e riallestita anche a Vienna al Teatro di Porta Carinzia lo stesso anno da Joseph Weigl, il quale aggiunse alcune sue musiche.
Con Ginevra di Scozia Mayr afferma, almeno prima dell'avvento di Gioachino Rossini, il suo primato in Italia come compositore di opere liriche.

## Struttura musicale
- Sinfonia

### Atto I
- N. 1 - Introduzione Deh! proteggi, o ciel clemente (Coro, Re, Lurcanio)
- N. 2 - Coro e cavatina S'apra alla gioia - Quest'anima consola (Ginevra, Re, Coro)
- N. 3 - Scena e cavatina Quanto m'affanna, e opprime - Se pietoso, amor, tu sei (Polinesso)
- N. 4 - Marcia
- N. 5 - Coro e cavatina Ecco l'eroe, ecco il guerriero - Per voi, tra l'armi intrepido (Ariodante, Coro)
- N. 6 - Aria Ah! Dov'è quell'alma audace (Lurcanio)
- N. 7 - Duetto Vieni: colà t'attendo (Polinesso, Ariodante)
- N. 8 - Aria Tremo agitato, e peno (Vafrino)
- N. 9 - Scena ed aria Già l'ombre sue notte distese - Per chi vivere deggio? (Ariodante)
- N. 10 - Scena ed aria Ah misero fratello!... Genti!... Ah forse - Audaci! Io sol m'oppongo (Polinesso, Lurcanio, Coro)
- N. 11 - Finale I Sgombra, o cielo! dal mio seno - Di mia morte s'hai desio (Re, Coro, Ginevra, Polinesso)

### Atto II
- N. 12 - Aria Tu vedi in me la vittima (Dalinda)
- N. 13 - Scena Ah! Che per me non v'è - Quale orror! Che infausto dì! - Se sapeste chi m'accende  (Ariodante, Coro di Solitari)
- N. 14 - Aria Tu mi trafiggi ingrato! (Re)
- N. 15 - Scena e rondò Infelice Ginevra! ~ in qual cadesti - A goder la bella pace (Ginevra)
- N. 16 - Coro ed aria Il sole all'occaso - Come frenare il pianto (Polinesso, Coro, Re)
- N. 17 - Quintetto Io la difendo. In campo (Ariodante, Ginevra, Re, Lurcanio, Polinesso)
- N. 18 - Duetto Per pietà! Deh! Non lasciarmi (Ginevra, Ariodante)
- N. 19 - Coro Oh giorno di spavento!
- N. 20 - Finale II Apri, mia vita, i lumi (Ariodante, Ginevra, Polinesso, Re, Coro)

## Cast della prima
| Ruolo          | Interprete               |
| -------------- | ------------------------ |
| Re di Scozia   |                          |
| Ginevra        | Teresa Bertinotti        |
| Polinesso      | Giacomo David            |
| Ariodante      | Luigi Marchesi           |
| Lurcanio       | Gaetano Bianchi          |
| Dalinda        | Angiola Pirovani-Bianchi |
| Vafrino        | Pietro Righi             |
| Gran Solitario |                          |